# Phil Thornalley
Phil Thornalley (nacido Philip Carden Thornalley, 5 de enero de 1960, Worlington, Suffolk, Inglaterra) es un compositor y productor discográfico que ha trabajado en la industria de la música desde 1978, se le conoce principalmente por su breve etapa en la banda The Cure y por coescribir (con Scott Cutler y Anne Preven) y producir la canción "Torn" de Ednaswap (grupo de Cutler y Preven), que fue versionada por Natalie Imbruglia con gran éxito de ventas, incluida en su álbum debut Left of the Middle.
Thornalley comenzó su carrera como ingeniero de sonido en 1978, en los Estudios RAK de St. John's Wood, Londres, trabajando para el productor Mickie Most (productor de Hot Chocolate, Kim Wilde, Chris Spedding and Racey). También trabajó con Steve Lillywhite (productor de The Psychedelic Furs y Thompson Twins).
Tras el trabajo con los Psychedelic Furs, Thornalley produjo el cuarto álbum de The Cure, Pornography. Tras la salida precipitada de Simon Gallup en 1982, Robert Smith le ofreció ocupar su puesto. Thornalley colaboró como bajista de The Cure durante la grabación de los sencillos incluidos en Japanese Whispers y en The Top, y también en la grabación de su primer álbum en directo, Concert, pero salió de la banda al volver Gallup en 1985.
En 1984 fue nominado para un Grammy por "Mejor Ingeniería de Sonido en un Álbum no Clásico", por su trabajo en Into the Gap, de Thompson Twins.
Tras su etapa en The Cure, Thornalley retomó su carrera como ingeniero, trabajando para artistas como Duran Duran, XTC, Sting, Ash y Cyndi Lauper. También ha producido a Prefab Sprout, Orange Juice and Seona Dancing, y coproducido a Robbie Nevil conjuntamente con su mentor y amigo, Alex Sadkin. Juntos produjeron, en 1986, el éxito internacional "C'est La Vie".
También ha escrito álbumes en solitario ("Swamp") y como miembro de Johnny Hates Jazz.
En los últimos tiempos, su trabajo se ha enfocado en la composición y producción para otros artistas como Bryan Adams, Melanie C, Ronan Keating, BBMak, Mattafix, Holly Vallance, Shannon Noll y Brian McFadden.
- Datos: Q660708